# Ялинка (Великий Бичків)
Футбольний клуб «Ялинка» — український футбольний клуб з селища міського типу Великого Бичкова Рахівського району Закарпатської області.

## Історія
Команда вперше заявилася на чемпіонат України у 1992 році і разом з командою «Аваль» (Довге) була одною з двух що представляла Закарпатську область у футбольних змаганнях серед колективів фізкультури. Припинила учась у всеукраїнських змаганнях у 1995 році. Футболіст команди Валерій Жученко з 12 забитими голами у сезоні 1994—1995 став найкращим бомбардиром у підгрупі 1 чемпіонату. Сама команда у першому колі цього ж сезона носила назву «Ялинка-Хімік».

## Всі сезони в незалежній Україні
| Сезон   | Чемпіонат             | Чемпіонат | Чемпіонат | Чемпіонат | Чемпіонат | Чемпіонат | Чемпіонат | Чемпіонат | Кубок | Кубок | Кубок | Кубок | Кубок | Кубок | Кубок | Примітка |
| Сезон   | Ліга                  | Місце     | І         | В         | Н         | П         | М         | О         | Етап  | І     | В     | Н     | П     | М     | О     | Примітка |
| ------- | --------------------- | --------- | --------- | --------- | --------- | --------- | --------- | --------- | ----- | ----- | ----- | ----- | ----- | ----- | ----- | -------- |
| 1992/93 | Аматорська Зона 1     | 8-ме з 13 | 24        | 11        | 2         | 11        | 32-33     | 24        | —     | —     | —     | —     | —     | —     | —     |          |
| 1993/94 | Аматорська Зона 1     | 5-те з 14 | 26        | 13        | 1         | 12        | 49-40     | 27        | —     | —     | —     | —     | —     | —     | —     |          |
| 1994/95 | Аматорська Підгрупа 1 | 2-ге з 13 | 24        | 15        | 3         | 6         | 36-27     | 48        | —     | —     | —     | —     | —     | —     | —     |          |
| Всього  | Аматорська            | 3 сезони  | 74        | 39        | 6         | 29        | 117-100   | 99        | —     | —     | —     | —     | —     | —     | —     |          |